# Dolce stil novo

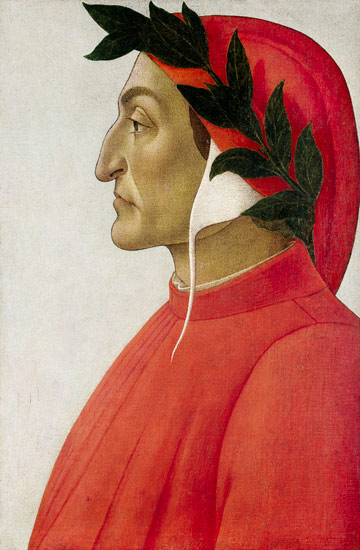
Dante, un dels estilnovistes més influents.

El dolce stil novo o estilnovisme (en italià modern, dolce stile nuovo) és un important moviment poètic italià, que es va desenvolupar al segle xiii. Corrent que assenyala l'inici del segle, el dolce stil novo influirà part de la poesia italiana fins a Petrarca: esdevé guia d'una profunda recerca cap a una expressió refinada i noble dels propis pensaments, separant la llengua del vulgar, portant la tradició literària italiana vers l'ideal d'un gest cercat i àulic. Neixen les rime nuove, una poesia que no té més al seu centre el patiment de l'amant, sinó la celebració dels dots espirituals de l'amant. Comparada amb les tendències precedents, com l'escola guittoniana o més en general la lírica toscana, la poètica stilnovista adquireix un caràcter qualitatiu i intel·lectual més elevat: l'ús regular de metàfores i simbolismes, així com el doble sentit de les paraules.

## Origen del nom

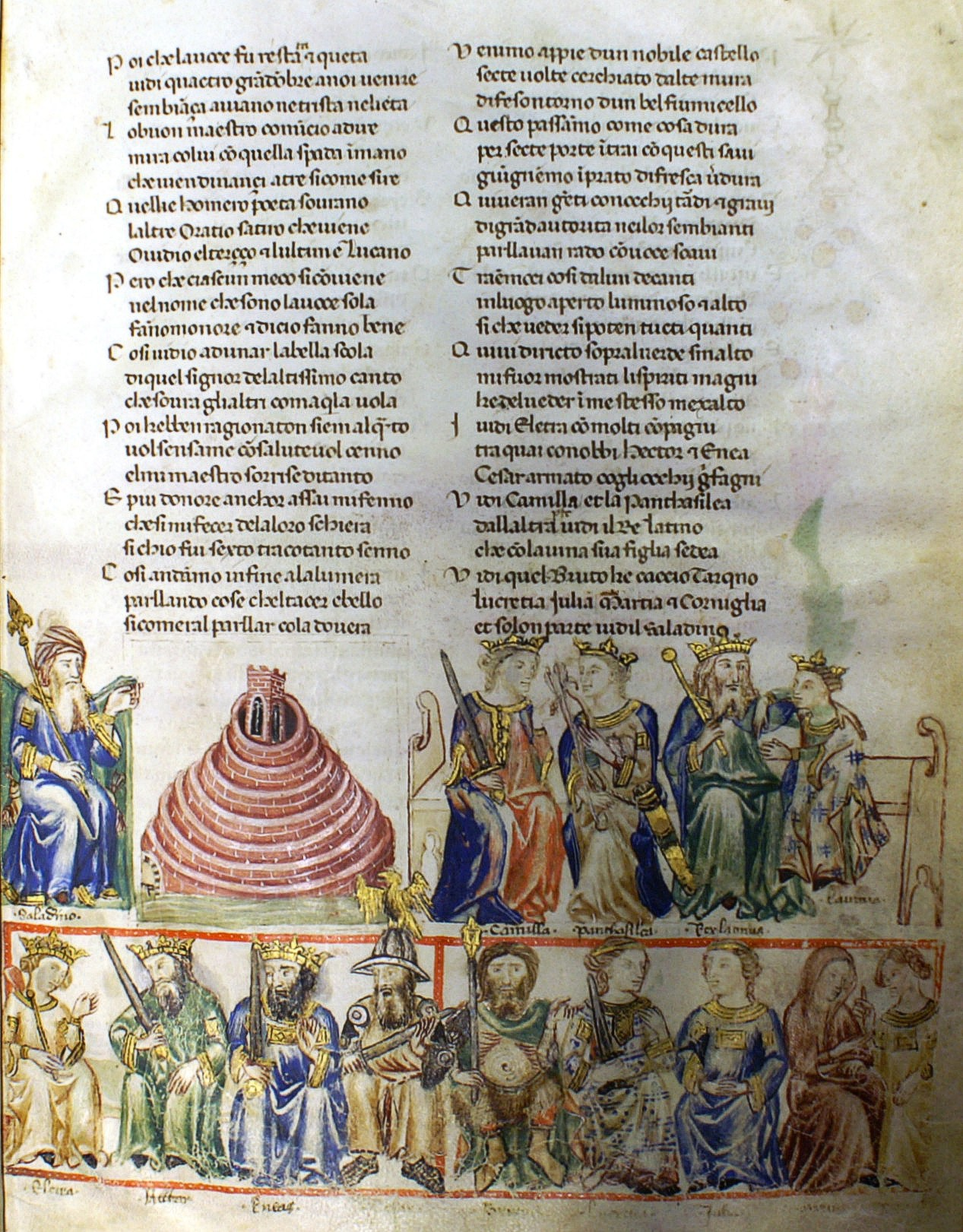
Un vers de Dante al Purgatori de la Divina Comèdia va posar nom, accidentalment, a una nova manera de fer poesia. (Els governants d'Europa; plana de la Divina Comèdia, del Codex Altonensis).

L'origen de l'expressió cal cercar-lo a la Divina Comèdia de Dante Alighieri (Cant XXIV del Purgatori): el rimador guittonià Bonagiunta Orbicciani da Lucca hi defineix la cançó de Dante Donne ch’avete intelletto d'amore (Dones que teniu intel·lecte que distin') amb l'expressió dolce stil novo, amb la qual la distingeix de la producció precedent, com la del Notaro (Giacomo da Lentini), pel mode de penetrar lluminós i simple, lliure del nus de l'excessiu formalisme estilístic. 
| «                       | ...Però digues si veig ací l'autor d'aquelles rimes noves que comencen: "Dones que coneixeu el que és l'amor". I jo a ell: "Només sóc un nen que quan l'Amor m'inspira, escric, i ho manifeste com ell mateix m'ho dicta dins del cor." "Germà", em digué, "ara és quan veig el nuc que impedia al Notari, a mi, i Guittone, el pas al dolç estil nou que ara escolte! | » |
| — Purg. XXIV, vv. 49-57 | |   |

Segons alguns crítics moderns, entre els quals hi ha M. Boldi, seria més correcte parlar de "rimes d'amor... dolces i gràcils" (Purgatori XXVI, v. 99), mentre que, amb l'expressió dolce stil novo, Dante descriu només el seu estil poètic i no el del moviment amb què s'anomena.
En comparació amb els seus precursors, la poesia del dolce stil novo és superior en qualitat i més intel·lectual: una poesia més refinada amb l'ús regular de metàfores i el simbolisme, així com subtils dobles significats. L'adoració de la bellesa femenina està explícitament retratat pel poeta del dolce stil novo, que sovint practica una profunda introspecció. De fet, molts crítics literaris han argumentat que la introspecció en les obres literàries italianes es va introduir per primera vegada pels poetes de l'estilnovisme, i més tard fou desenvolupat per Francesco Petrarca.
Part de la importància estilnovista resideix en el fet que, a banda de ser la primera manifestació de la veritable tradició literària a Itàlia, va ennoblir la llengua vernacla toscana, que aviat va ser destinada a convertir-se en l'idioma nacional italià. Els precursors del dolce stil novo es troben en les obres dels trobadors de Provença, com el genovès Lanfranc Cigala. Els artistes de l'stil novo s'anomenen estilnovistes.

## El moviment
Neix a Florència, ciutat d'origen de gairebé tots els components del moviment stilnovista, entre el 1280 i el 1310, tret el pistoienc Cino da Pistoia i el bolonyès Guido Guinizzelli. El manifest d'aquest nou corrent poètic és la cançó del mateix Guinizzelli Al cor gentil rempaira sempre amore (Al cor noble roman sempre l'amor). En aquesta composició Guinizzelli explicita les característiques de la dona entesa pels estilnovistes que després serà la guia de la poesia estilnovista: La figura femenina evoluciona cap a la figura dona-àngel (el tòpic poètic donna angelicata), intermediària entre l'home i Déu, capaç de sublimar el desig masculí perquè l'home posseeixi un cor gentil, això és, noble d'ànim; amor i cor gentil acaben així per identificar-se totalment.
Aquesta teoria, confirmada per la composició de múltiples si·logismes, es tornarà la base de la poesia de Dante i d'aquells que formaran part del stilnovisme a través de generacions, que veuran en Guinizzelli i Alighieri els seus mestres. El corrent del dolce stil novo segueix i contrasta, mercès a una aproximació i a una visió de l'amor del tot innovadora, l'anterior corrent literari de l'amor cortès. A diferència de la darrera, que introduïa als textos referències filosòfiques, morals o religioses, de tal manera que autors contemporanis (Bonagiunta Orbicciani, per exemple, en un famós sonet adreçat a Guido Guinizzelli) es lamentava de l'obscuritat i de la subtilitat dels poemes.

## El nou concepte d'Amor
S'hi crea un nou concepte d'amor i, també, un nou concepte de dona, vista ara com a dona angelical: la dona, segons la visió estilnovística, té l'extraordinària virtut d'ennoblir la ment i fer de mitjancera entre Déu i el poeta, a partir d'un intercanvi de mirades fugaces. Per aquesta raó, en la cançó Al cor gentil rempaira sempre amo, Guido Guinizelli imaginar haver de justificar-se davant el Suprem que li pregunta per què dedica a un ésser humà la lloança i l'amor que només a ell serien escaients, i Guido respon: 
"Tenne d'angel sembianza 
che fosse del tuo regno; 
non me fu fallo, s'in lei posi amanza" (vv. 57-60)
“Té semblança d'àngel
que seria del teu regne;
no hauria pecat, si en ella posés el meu amor”.
Els dos principals conceptes (la introspecció i l'amor) són, per tant, reunits mentre el poeta entra en el seu món interior per expressar els seus sentiments més profunds, que són causats per una excessiva divina bellesa femenina. La primera expressió d'aquest estil d'escriptura és acreditada a Guido Guinizzelli i el seu poema Al cor gentil rempaira sempre amore, mentre que el major exponent d'aquesta escola de la poesia va ser Dante Alighieri, que és més famós per la seva Divina Comèdia:
| «                                         | […] quand'io odo nomar sé stesso il padre mio e de li altri miei miglior che mai rime d'amor usar dolci e leggiadre; | » |
| — Dante Alighieri, Purgatori XXVI pàg.749 | |   |

## L'estil
La novetat de l'experiència poètica de l'estilnovisme resideix en la contestació de la poesia precedent, en l'afirmació d'una nova concepció de l'amor i de la dona, i, sobretot, en una nova concepció estilística. En particular, els estilnovistes es van distingir per una presa de posició polemista en els seus enfrontaments amb la poesia de Guido d'Arezzo. Repecte als cànons guittonians d'un refinadíssim i difícil trobar clus, caracteritzat per l'obscuritat d'àrdues experimentacions estilístiques, renova el concepte de trobar leu, fundant un estil poètic caracteritzat per rimes dolces i planes, signades per una profunda cantabilitat del vers.

## Membres del moviment

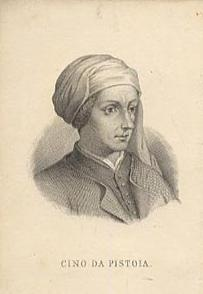
Da Pistoia (1270-1336), pas de l'estil novo a l'humanisme.

Els principals exponents d'aquest corrent literari són gairebé tots toscans: Dante Alighieri, Guido Cavalcanti, Lapo Gianni, Gianni Alfani, Cino da Pistoia, Dino Frescobaldi i Guido Guinizzelli, considerat el precursor del moviment. Dante i Cavalcanti donaren la major contribució, mentre que Cino da Pistoia desenvolupà l'important rol de mitjancer entre l'estilnovisme i el primer humanisme, en tan gran manera, que en les seves poesies es noten els primers trets de l'antropocentrisme.
Aquests poetes pertanyien a un cercle restringit d'intel·lectuals, que de fet constituïen una aristocràcia, no de sang, sinó d'una suposada nobilitat d'ànim: ells eren estendards d'una aristocràcia cultural i espiritual. Eren tots molt erudits, i pertanyien a l'alta burgesia universitària. El públic al qual s'adreçaven és un estret cercle d'elegits, capaços de comprendre les seves produccions: l'ensenyança retòrica, de fet, no era suficient per a comprendre plenament tals poesies. Hi ha fortament arrelada en aquests autors la concepció que per a produir poesies d'amor són necessaris coneixements científics i teològics; d'aquí el menyspreu envers els guittonians, que no sempre eren competents en aquests coneixements.
Els stilnovisti van influir més tard el poeta català Melcior de Gualbes.